# Liste der Hochhäuser in Minnesota
In der Liste der Hochhäuser in Minnesota werden die Hochhäuser im US-Bundesstaat Minnesota ab einer strukturellen Höhe von 100 Metern aufgezählt. Das bedeutet die Höhe bis zum höchsten Punkt des Gebäudes ohne Antenne.

## Auflistung der Hochhäuser nach Höhe
| Nr. | Name                              | Stadt       | Höhe                          | Etagen | Baujahr |
| --- | --------------------------------- | ----------- | ----------------------------- | ------ | ------- |
| 1.  | IDS Tower                         | Minneapolis | 241,4 m                       | 55     | 1973    |
| 2.  | Capella Tower                     | Minneapolis | 236,5 m                       | 56     | 1992    |
| 3.  | Wells Fargo Center                | Minneapolis | 236,3 m                       | 56     | 1988    |
| 4.  | 33 South Sixth                    | Minneapolis | 203,6 m                       | 52     | 1982    |
| 5.  | Campbell Mithun Tower             | Minneapolis | 177,4 m                       | 42     | 1985    |
| 6.  | US Bank Plaza                     | Minneapolis | 171 m                         | 40     | 1981    |
| 7.  | RBC Plaza                         | Minneapolis | 164,1 m                       | 40     | 1992    |
| 8.  | 5th Street Towers 2               | Minneapolis | 153,5 m                       | 36     | 1988    |
| 9.  | American Express Tower            | Minneapolis | 151,6 m                       | 31     | 2000    |
| 10. | Target Plaza South                | Minneapolis | 149,9 m                       | 33     | 2001    |
| 11. | Plaza 7                           | Minneapolis | 144,6 m                       | 36     | 1987    |
| 12. | Wells Fargo Plaza                 | Saint Paul  | 143,6 m                       | 36     | 1987    |
| 13. | The Carlyle                       | Minneapolis | 142,9 m (Höhe bis zur Spitze) | 41     | 2007    |
| 14. | US Bancorp Center                 | Minneapolis | 142,5 m                       | 32     | 2000    |
| 15. | AT&T Building                     | Minneapolis | 141,4 m                       | 34     | 1991    |
| 16. | Accenture Tower                   | Minneapolis | 138,5 m                       | 33     | 1987    |
| 17. | Foshay Tower                      | Minneapolis | 136,6 m                       | 32     | 1929    |
| 18. | Jackson Tower                     | Saint Paul  | 135 m                         | 46     | 1986    |
| 19. | Qwest Building                    | Minneapolis | 126,8 m                       | 26     | 1932    |
| 20. | 50 South Sixth                    | Minneapolis | 123,1 m                       | 30     | 2001    |
| 21. | Hennepin County Government Center | Minneapolis | 122,9 m                       | 24     | 1977    |
| 22. | First National Bank Building      | Saint Paul  | 122,5 m                       | 32     | 1930    |
| 23. | Marriott Hotel City Center        | Minneapolis | 119,4 m                       | 32     | 1983    |
| 24. | LaSalle Plaza                     | Minneapolis | 117,6 m                       | 28     | 1991    |
| 25. | 8500 Tower                        | Bloomington | 116,1 m (Höhe bis zur Spitze) | 24     | 1988    |
| 26. | 1 Financial Center                | Minneapolis | 114,8 m                       | 28     | 1960    |
| 27. | Kellogg Square Apartments         | Saint Paul  | 112 m                         | 32     | 1972    |
| 28. | Fifth Street Towers 1             | Minneapolis | 108,4 m                       | 26     | 1987    |
| 29. | Broadway Plaza                    | Rochester   | 104,2 m                       | 27     | 2004    |
| 30. | Pointe of Saint Paul Condominiums | Saint Paul  | 104 m                         | 33     | 1988    |
| 31. | Minneapolis City Hall             | Minneapolis | 103,9 m                       | 14     | 1906    |
| 32. | 100 Washington Square             | Minneapolis | 103,8 m                       | 22     | 1981    |
| 33. | US Bank Building                  | Saint Paul  | 103 m                         | 25     | 1975    |
| 34. | McKnight Tower Apartments         | Minneapolis | 102,8 m                       | 39     | 1973    |
| 35. | Saint Paul Travelers Building     | Saint Paul  | 101 m                         | 17     | 1991    |
| 36. | 110 Grant Apartments              | Minneapolis | 100,5 m                       | 34     | 1985    |
| 37. | Landmark Tower                    | Saint Paul  | 100 m                         | 26     | 1983    |
| =   | The 400 Building                  | Saint Paul  | 100 m                         | 21     | 1982    |
| =   | North Central Tower               | Saint Paul  | 100 m                         | 27     | 1980    |